# Euromarché (hypermarché)
Pour les articles homonymes, voir Euromarché.
Euromarché était une chaîne française d'hypermarchés, créée par Raymond Berthault. Le premier magasin a ouvert en 1968 à Saint-Michel-sur-Orge (Essonne). En juin 1991, le groupe est racheté par son grand rival, Carrefour, pour 5,2 milliards de francs.  
À cette date, Euromarché comptait 77 hypermarchés (dont 23 affiliés), 47 magasins de bricolage Bricorama (dont 17 affiliés) et 57 cafétérias Eris (dont 14 affiliés), pour un chiffre d'affaires total consolidé de 34 milliards de francs.
Le dernier magasin en activité en France métropolitaine changea d'enseigne en mars 1994 à Thiers.
La marque réapparaît deux fois en Martinique.
Le centre commercial Euromarché de Ducos, appartenant au franchisé Bernard Hayot, restera sous ce nom jusqu'en 2007, date à laquelle il passe sous l'enseigne Carrefour.
De septembre 2018 à mars 2024 un magasin Euromarché ouvre en Martinique au Robert. Cette enseigne fait son retour en raison d'une décision de l'Autorité de la concurrence qui impose au Groupe Bernard Hayot de ne pas utiliser pour ce magasin l'enseigne Carrefour pour une durée de cinq ans,, l'hypermarché est renommé Carrefour en mars 2024.

## Historique

### La fusion Euromarché - Carrefour (1991-1994)
Progressivement, tout l'empire Euromarché est démantelé par Carrefour. Le premier hypermarché à prendre les couleurs de Carrefour est celui d'Avignon, en novembre 1991. La grande majorité des autres (une quarantaine) suit dans les 18 mois, Carrefour gardant souvent les plus grands et les plus performants.  
Une quinzaine, trop petits pour adopter le standard Carrefour de l'époque, sont revendus aux groupes Docks de France et Guyenne et Gascogne et adoptent l'enseigne Mammouth. Trois magasins (Paris Masséna, Paris La Villette et Saint Michel sur Orge) sont rachetés par Rallye, trois autres (Arcueil, Boussy Saint Antoine et Amphion les Bains) par le Groupe Bresson, enseigne Mammouth, puis revendus en 1997, adoptant alors l'enseigne Cora, et trois encore par Leclerc (Dainville, Levallois-Perret, Saint- Amand-les-Eaux). Les hypermarchés situés dans les DOM-TOM rejoignent Promodès et deviennent Continent, de même que plusieurs affiliés en métropole (Brie Comte Robert, Lorient, Thiers).  
En mars 1992, Castorama se porte acquéreur de Bricorama, mais ne conserve que 7 magasins. Il cède l'enseigne et les autres magasins au groupe Batkor. Puis, début 1993, Carrefour revend les cafétérias Eris au groupe Phénix Richelieu pour 120 millions de francs. Les derniers magasins Euromarché disparaissent en France métropolitaine au début de 1994. Après le dépôt d'une offre publique de retrait par Carrefour, les actions Euromarché sont définitivement retirées du marché boursier en décembre 1994, après avoir été introduites pour la première fois en 1978.
À noter : l'enseigne Euromarché avait commencé son déclin avant sa reprise par Carrefour, notamment lors du rachat en 1989 du groupe Disque Bleu, dans le sud ouest, par Rallye.
La société est radiée du registre du commerce le 8 janvier 2015.

## Anciennes implantations
L'enseigne implantée en Arabie saoudite avec un hypermarché à Riyad installé en 1981 a fermé ses portes en 2024.
L’hypermarché du Robert (Martinique) installé en septembre 2018 a rejoint l’enseigne Carrefour en mars 2024.

## Identité visuelle et slogan

### Identité visuelle

Logo de 1968 à 1982
Logo de 1982 à 1990
Logo de 1990 à 1994
Logo de 2018 à 2024 (en Martinique)

### Slogans
- « Une nouvelle race de magasins » (années 70-80)
- "C'est le moins cher c'est le plus gai, Euromarché" (illustré par le visage de Mickey Mouse et avec la mélodie de la chanson "Hei-ho" du dessin animé Blanche Neige et les 7 nains) - années 70.
- « D'abord, vous rendre service » (années 90)

## Dans la culture populaire
- Le magasin Euromarché d'Athis-Mons (Essonne) a servi de décor au film des Charlots Le Grand Bazar en 1973. Le directeur est joué par Michel Serrault.
- Le nom Euromarché est cité dans la chanson des Inconnus Auteuil Neuilly Passy : « Pas un arabe du coin, ni un Euromarché, Auteuil Neuilly Passy tel est notre ghetto... »
- Le nom Euromarché est cité dans la chanson Carpe Diem de MC Solaar : « Au temps d'Avon, Herbalife, Tupperware et Amway, y'avait des sacs orange à l'Euromarché, du Topset, des chewing-gums Baraka, des Treets, des bouteilles consignées Gévéor, Préfontaine et Pschitt »
- Un magasin est mis aux couleurs d'Euromarché pour le téléfilm La Boule noire en 2014. Le directeur est joué par Bernard Campan.